# Lien Braem
Lien Braem (ur. 16 listopada 1982) – belgijska piłkarka, grająca na pozycji napastnika, reprezentantka Belgii.

## Kariera piłkarska

### Kariera klubowa
Rozpoczęła swoją karierę zawodową w Waasland-Beveren Sinaai Girls. W 2002 roku przeniosła się do SK Lebeke-Aalst, w barwach którego zdobyła mistrzostwo kraju.

### Kariera reprezentacyjna
18 listopada 2000 roku zadebiutowała w belgijskiej kadrze narodowej w zremisowanym 0:0 meczu z Szwajcarkami. Wcześniej broniła barw juniorskiej reprezentacji Belgii.

## Sukcesy i odznaczenia

### Sukcesy klubowe
Waasland-Beveren Sinaai Girls
- finalista Pucharu Belgii: 2000/01

SK Lebeke-Aalst
- mistrz Belgii: 2002/03